# Erodium alpinum
Erodium alpinum là một loài thực vật có hoa trong họ Mỏ hạc. Loài này được (Burm.f.) L'Hér. mô tả khoa học đầu tiên năm 1792.